# پیتر وسترولت
پیتر وستِروِلت (انگلیسی: Peter Westervelt؛ زاده ۱۶ دسامبر ۱۹۱۹ - درگذشته ۲۴ ژانویه ۲۰۱۵) یک فیزیک‌دان اهل ایالات متحده آمریکا است که به خاطر مشارکت‌هایش در زمینهٔ آکوستیک غیرخطی شناخته می‌شود.